# Acanthodelta seyrigi
Acanthodelta seyrigi är en fjärilsart som beskrevs av Griveaud och Pierre E.L. Viette 1981. Acanthodelta seyrigi ingår i släktet Acanthodelta och familjen nattflyn. Inga underarter finns listade i Catalogue of Life.